# Polygoon-Profilti Productie
Polygoon-Profilti Productie (PPP) was het samenwerkingsverband tussen de bedrijven die het bioscoopjournaal leverden en in de periode van 1945-1975 bestond. Het leverde het Polygoonjournaal, dat in de bioscopen in Nederland en de overzeese rijksdelen te zien was. Voorheen werden bioscoopjournalen door beide bedrijven onafhankelijk van elkaar geproduceerd.

## Geschiedenis

### Polygoon
Polygoon werd in 1919 in Haarlem opgericht door Julius Stoop als filmproducerend bedrijf en het maakte oorspronkelijk tussentitels voor stomme films. In 1921 begon Polygoon zelf opdrachtfilms te produceren, in navolging van buitenlandse newsreels als Pathé (Frankrijk) en Fox Movietone News (Verenigde Staten). In januari 1924 begonnen de eerste wekelijkse filmjournalen onder de titel Hollandsch Nieuws. Die waren aanvankelijk tweewekelijks en vanaf begin jaren dertig van de twintigste eeuw wekelijks in de bioscoop te zien. 
In mei 1931 deed geluid in Nederlandse films zijn intrede, wat het geheel een extra dimensie gaf.  "Waar zij niet zijn, is niets te doen" luidde het motto van Polygoon, met betrekking tot hun cameramannen. Het muzikale logo van het Polygoonjournaal was een variatie op de bekende wijs van Mijn Nederland.
De nadruk lag steeds op de objectiviteit en betrouwbaarheid van het nieuws; anderzijds moest Polygoon als commercieel bedrijf - ook toen werd er al gestreden over contracten en uitzendrechten - ervoor waken zijn bioscooppubliek van zich te vervreemden. Daarom ging de voorkeur uit naar onderwerpen die aantrekkelijke beelden opleverden en niet al te moeilijk waren.
Tijdens de Bezetting moest het bedrijf veel propagandafilms voor de bezetter maken, zodat het Nederlandse volk goed op de hoogte werd gebracht van de stand van zaken in de vorderingen  van de bezetter.                  
Na de oorlog kreeg Polygoon kritiek te verduren vanwege de samenwerking met de bezetter.

### Profilti
De Haagse Filmfabriek Profilti N.V. begon aanvankelijk in 1922 als bedrijf ter technische ondersteuning van de bioscoopketen Nederlandse Bioscoop Trust (NBT). Met de productie van reclamefilms groeide het bedrijf echter zodanig uit, dat het in 1929 een zelfstandig bedrijf werd. Voorts beheerde het het sinds 1901 bestaande het Koninklijk Archief.
In 1931 ging het bedrijf een samenwerking aan met Orion, een bedrijf dat sinds de jaren 20 het Orion-bioscoopjournaal produceerde. De naam werd gewijzigd in Nederland in klank en beeld. Deze samenwerking werd echter door Orion in 1932 weer ontbonden en in 1933 ging het Profilti bioscoopjournaal verder onder de naam Profilti Nieuws. Het bedrijf was echter in financiële moeilijkheden geraakt, doordat het een deel van het kapitaal aan Orion was kwijtgeraakt en het verlies van bioscoopketen City als afnemer van de bioscoopjournalen en de belangrijkste aandeelhouder van de keten commissaris was bij Orion. Er werd naarstig naar een oplossing gezocht om het bedrijf te redden door het te koop aan te bieden bij de concurrent Polygoon. Deze stemde toe in de overname en er werd een nieuwe vennootschap opgericht onder de naam: NV Vereenigde Nederlandsche Filmfabrieken (VNF), waaronder Profilti kwam te vallen, maar dit werd echter geheimgehouden uit economische en bedrijfspolitieke overwegingen. Profilti kon weer zelfstandig films en bioscoopjournaals produceren naast Polygoon, dat zijn eigen producties had. Doordat beide bedrijven onder dezelfde leiding, aandeelhouders en financiële regelingen vielen, groeiden zij beide uit tot sterke bedrijven, die ook onderling gingen samenwerken en journaalitems uitwisselden. Tijdens de mobilisatie in 1939 werd zowel van Polygoon als van Profilti een groot deel van het personeel voor het leger opgeroepen. 
In 1940 werd door de bezetter één bioscoopjournaal voldoende geacht, waardoor Profilti, onder controle van de bezetter, films over Duitsgezinde onderwerpen moest gaan produceren. Zo produceerden beide bedrijven alleen nog Nazipropaganda. In 1940 werden beide bedrijven, op straffe van inbeslagname van apparatuur en laboratoria, gedwongen samen te gaan werken met het Duitse filmverhuurkantoor Tobis. In 1944 waren de meeste bioscopen al gesloten en was er gebrek aan elektriciteit, waardoor verder werken onmogelijk was. Voor beide bedrijven was het echter van het grootste belang de archieven met films te behouden tegen het in handen ervan vallen van de Nazi’s. Echter, in 1944, ging tijdens het bombardement op het Bezuidenhout in Den Haag toch een groot deel van het filmarchief verloren.

### Polygoon-Profilti Productie
In 1945 werd besloten tot volledige samenwerking tussen beide bedrijven en werd een nieuw samenwerkingsverband met twee afdelingen opgericht onder de naam Polygoon-Profilti Productie (PPP), met een fiscale scheiding. Het verwoeste gebouw van Profilti werd herbouwd en kreeg een eigen laboratorium, geluidsafdeling en cameraploeg.
Ten gevolge van de aanschaf van de televisietoestellen in veel gezinnen nam het bioscoopbezoek sterk af. Om dat het hoofd te bieden werd in 1959 het Cinecentrum Hilversum, een samenwerking van Polygoon-Profilti, Multifilm, Telefilm en Interfilm in het leven geroepen. 